# Франческо Калкањо
Франческо Калкањо (итал. Francesco Calcagno; 1528, Бреша — 23. децембар 1550) био је млади фрањевачки фратар, којег је венецијска инквизиција погубила због бласфемије и хомосексуалности.

## Венецијска инквизиција
Калкањо, двадесетдвогодишњи фратар из Бреше, саслушан је у 15. јула 1550, а погугљен у Венецији 23. децембра 1550, након истраге коју је спровела Света канцеларија Венецијске инквизиције, а која је Франческа довела у везу са атеистичком бласфемијом и хомосексуалношћу.
Човек близак Калкању је сведочио да је Фрањевац спавао са по дечаком скоро сваку ноћ, веровао да је Исус имао сексуалне односе са апостолом Јованом, и да је порицао постојање Бога и раја, као и бесмртност људске душе.
Калкањо је признао све оптужбе и поменуо да је једном разговарао са Лауром ди Глисентијем да Вестонеом, атеистом које је рекао да не верује ни у шта, сем у оно што може да види, као и да услед тога, можеш веровати или рећи било шта о Христу, без обзира колико то било деградирајуће, као на пример да му је апостол Јован био дечко.
Он је инквизицији такође рекао да је на њега утицала Ла кацарија, хомоеротични дијалог Антонија Вињалија који је тајно, али на широко дистрибуиран у то време.
Лишен титуле фратра, он је задржао свој бунтовнички став и наставио да извргава руглу Католичку цркву и њена веровања у вези са мисом, иако му је то било забрањено. Истрага се након пет месеци завршила, а он је осуђен и погубљен.